# 一反木綿 (ゲゲゲの鬼太郎)

鳥取県 境港市ゲゲゲの妖怪楽園 に設置された一反木綿の遊具

一反木綿（いったんもめん）は、水木しげるの漫画『ゲゲゲの鬼太郎』（旧題：『墓場の鬼太郎』）の主人公・鬼太郎の仲間の妖怪のひとり。一反もめんとも表記される。

## 概要

境港市水木しげるロードに設置された一反木綿のブロンズ像

自在に空を飛ぶ布の妖怪で、全長約10メートル（一反）の白い反物に目と腕が付いた姿をしている。伝承ではどこからともなく現れ、人の顔に巻き付いて窒息死させる恐ろしい妖怪とされるが、本作では鬼太郎の仲間の善良な妖怪（政治的思想はタカ派だとねずみ男が言及している）として登場し、鬼太郎を乗せて移動や空中戦の手助けをすることが多いが、敵に巻き付いて締め上げたり、体の縁を刃物状にして斬ったりといった攻撃も見せる（後述）。体重は約2キログラム、体の厚さ0.5ミリで、清潔に気を遣っている。体が布であるため火や刃物には弱く、切られると血を流すこともあるが、再生能力で簡単に元通りになる（後述）。
鹿児島の大隅地方に出現する妖怪（参照：一反木綿）と言われている為、アニメ第3作以降は九州弁で喋る。その影響で、原作もしばらくは標準語のままだったが、次第に鹿児島弁も混ざるようになる。ゲーム作品などでもこの一反木綿の鹿児島弁を話す設定が定着していく。実写映画版では声を担当した柳沢慎吾のフレーズの「あばよ!」「いい夢見ろよ」も使用されている。
顔は一見細い両目があるだけにしか見えないが、鬼太郎達と食卓を囲む場面がある事から口はあるらしく、アニメ第3作オープニング映像では管楽器を吹き、同作96話ではジュースを飲む場面で口が出現しており、第6作でも酒を飲むシーンが複数回描写されている。また、アニメでねずみ男が悪臭を放つ場面では、鼻に当たる位置を手で押さえていることがあり、第6作82話でぬっぺっぽうの妖術（歌声）で老化したり、50話では鵺の声を防ぐため顔の両脇の縁を「ここ耳ばい」と言って結んでいる（ただし防げなかった）ことから鼻や耳も存在する。第6作9話では河童に尻子玉を抜かれて腑抜けになるシーンがある。他にも腕の部分を袖のようにまくるシーンもある。また、急所として心臓が存在する。
初登場は原作「妖怪大戦争」及びそのアニメ化である第1作・第10話「妖怪大戦争（前編）」。原作と第1作の「妖怪大戦争」では、西洋妖怪との闘いで最初に戦死したが、その後、第22話「妖怪獣（後編）」で既に復活していて鬼太郎と再会、この時は黒目があって体がかなり長く描かれていた。また、この時も切り刻まれて再び命を落とすが水をかけられて再生し、「妖怪は生命力が強いから僅かなきっかけで復活できる」と、先の「妖怪大戦争」の戦死からの復活と整合がつく説明も成された。以後は準レギュラーとして活躍した。
なお、アニメ第3作51話によれば他にも同族がいるらしく、ねずみ男から「彼女を紹介する」と持ち掛けられている。

## 妖術・技
目玉おやじをしてベテランと言わしめるほどの豊富な経験を持ち、普段の飛行能力だけでなく鬼太郎ファミリーの中でもその戦闘力を頼りにされている。後年の作品では、鬼太郎や砂かけ婆の武器として機能する事もある。
飛行能力
先述のように鬼太郎や仲間を乗せて飛び、事件現場へ赴く移動手段や空中戦のサポートとして活躍し、第3作以降は巨大な妖怪や飛行能力を持った妖怪と鬼太郎が戦う際に抜群のコンビネーションを見せる名パートナーとして活躍する場面が多い。飛行速度はシリーズによって多少異なり、少々の風圧にも負けず非常に高速で飛べる。成層圏でも活動可能（第5作74話「一反もめん！鹿児島決戦!!」）だが、冬の上空にある雪雲などでは寒がって凍ってしまうことも（第4作56話「水変化！妖怪水虎」）。人間大の仲間なら4〜5人程度は乗せる事が可能だが、3〜4人程度で重たがっている場面もある（第3作63話、第5作22話、第6作16話など）。ぬりかべは大き過ぎて乗せられないが、水上スキー式に引く事は可能（第3作劇場版第1弾）。また、自分より巨体で重い縄文人を乗せても平然としているシーンがある（第6作67話）。
「鬼太郎大百科」では風に乗って飛ぶと説明されているが、それでは不可能なはずの大気圏外まで飛んでいる描写がある（原作「UFO宇宙突撃隊」「月の妖怪桂男」、アニメ第5作74話）。
水に濡れたり（特にアニメ第5作）、食べ過ぎたり（第5作40話）すると体が重くなり飛べなくなる事がある。酔っぱらって飛べなくなることもある（第6作79話）。
第6作75話では一反木綿の魂（石動零に倒され取り込まれたが、零を打ち負かして奪い返した）を取り込んだ鬼太郎が、白いオーラを纏って飛ぶ。
巻き付き／しめつけ
伝承からの得意技。帯状の体を敵に巻き付け締め上げる。「妖怪獣」では八百八狸の幹部狸（団三郎）を締め殺し、親玉の刑部狸を締めあげて失神させた。ねずみ男を窒息寸前まで締め上げたことも何度かある。また第3作第1話では、鬼太郎たちに襲い掛かるかまいたちを締め上げ、妖怪城を元のように戻す方法を白状させた。第6作34話ではバックベアードに洗脳され、ねずみ男の身柄を拘束したが、彼の放屁で失神して拘束を解かれている。
また、巻き付いた状態からそのまま飛行して相手を宙吊り状態にしたり、運んだりもしたりする。第6作56話ではこれを応用し、吸血鬼エリートの音響催眠術が解けた少年たちを避難させる際に歩行を補助する為に使用。
第6作82話では逆に自分が子泣き爺に絞め落とされた。
投げ飛ばし
相手に巻き付いた後に、体を伸ばして戻す勢いで投げ飛ばす。第5作29話では猫娘が切り裂いた狂骨の頭を吹き戻しのように投げ飛ばし、31話での傘化けとのコンビでは彼を独楽、自身を紐に見立てて投げゴマ式に回転を加えた。第6作34話でバックベアードに洗脳された時は、ビル内でベアードに襲われ窓から飛び出した猫娘を空中で捕らえ、他の洗脳された仲間が待ち受ける屋上へ投げた。
スクリュー攻撃
空中で加速し急旋回すると共に尾を螺旋状に回転させ、先端につかまっている仲間に錐揉み回転を加えて投げ飛ばし、肉弾攻撃を強化する。アニメ第5作で頻繁に使用し、嫌がるねずみ男に無理やり行ったこともある。
もめん切り
薄い体の縁を刃物状にして敵を切り裂く。
「鬼太郎大百科」では「頭の先端が骨質であり鋭いので刃物のように切れる」とあるが、鬼太郎達が頭に手を掛けて平気な事や、尾の部分なども刃物化している事（後述の「刺殺」）から、自身の意志で縁の硬軟を変化させられる模様。また、第5作第74話の「一反もめん！鹿児島決戦!!」では、辻神に切り裂かれて失った部分を補った霊毛ちゃんちゃんこの部分で辻神を真っ二つに切り裂いており、自分の身体と一体化した部分であれば硬化させることができることがわかる。
劇中での初使用は原作では「吸血鬼ラ・セーヌ（後編）」、アニメでは第3作13話「おりたたみ入道」。第6作3話ではかまいたちに使用し胴体を両断したが、妖怪城の力で即座に再生された。
刺殺
尾の先端を尖った刃にして突き刺す。アニメ第3作40話で缶切り代わりに使用。技名はゲーム『異聞妖怪奇譚』より。
『妖怪千物語』においては、目玉おやじの作った薬で強化され、以下のような鬼太郎との合体技が使用できるようになった。
一反もめん旋風斬（せんぷうざん）
鬼太郎の腕に巻きつき、鋼のように強靭な刃の鞭となる。磯女の水の槍も砕く威力。
一反もめん螺旋槍（らせんそう）
鬼太郎の腕に巻きつき、体を縦方向に絞って鋭い槍となる。牛鬼の眉間を貫いた。
再生能力
布だけに刃物などで切り裂かれやすいが、水を含む（膨らんで徐々に繋がっていく）か糸で縫合する（砂かけ婆など他者に縫ってもらう場面が多いが、アニメ第5作88話で「針に糸を通すのはいつもやっているから得意」との発言から、自分で縫うこともある模様）事で再生する。ただしアニメ5作のみ通常時は水に濡れると動きが鈍るという弱点にもなっている。妖怪獣（アニメ第1作22話）で初使用。原作『鬼太郎地獄編』では、地獄蟻に襲われてパニックになった仲間たちが一斉にぶら下がったことで両脇から下（本人曰く尻尾）が千切れてしまうが、時間が経てば自然に元の状態までは生えてくると判明。第6作38話ではねずみ男の悪巧みを聞き、「今度いい女紹介してやる」と口車に乗せられた隙に細切れにされて袋詰めにされたが、猫娘（体はねずみ男）が妖怪アパートでシャワーを浴びたことで元に戻った。85話ではダイダラボッチを復活させる鍵を持ち逃げしようとして、七人同行のリーダーによって体を引き裂かれたが、その直後は原作の地獄編同様に元の姿に戻っていた。ただし75話で石動零の鬼神の腕に切り裂かれた際には魂になっており、霊的な力を伴う攻撃では致命傷を受けることもある模様。
再生粉末
死んだ者を生き返らせる粉状の薬。妖怪獣を倒すために胃液で溶けた鬼太郎を不完全ながらも蘇らせた。第4作111話では鬼太郎が自力で完全に復活したため使用されなかった。なお、砂かけ婆の砂とは違い、かける量には限りがあるらしい。
目
「鬼太郎大百科」によるとトンボのような複眼で高い視力を持つとされる。ただしアニメ第5作27話では最近老眼気味と言って眼鏡をかける場面がある。
アニメ第4作15話で枕返しに眠り砂を撒かれた時、彼だけは「目が細過ぎて砂が入らない」理由で眠らなかった（第3、5作では他の仲間同様に砂が効いて眠った）。ただし、31話では傘化けの催眠術にはかかった。
「千年呪い歌」ではサーチライトのように光を発する。
先述のように複眼で基本的に単一の色の目であるが（アニメ第2,3,4,6作では青系、第5作や50周年のロゴでは赤系）、原作「妖怪獣」や月曜ドラマランド版、及びアニメ第3作での驚いた表情では白目と黒目がある。
擬態・道具化
帯状の布でできた品物に成りすます事を得意とする。
- マフラー（アニメ第3作9話で、水虎に狙われた少年を護衛する為。色も黄色に変化し、本来の白と瞬時に切り替わる）
- 包帯（アニメ第3作69話で、医者に変装した鬼太郎が又三郎天狗の傷に巻いて偵察させた）

通常は布製ではない道具の代わりになったこともある。
- 梯子（第3作46話で賽の河原の時を司る大時計を逆回転させる際、振り子に巻き付き梯子代わりになって仲間達を時計内部へ登らせた）
- ホースとノズル（アニメ第3作61話での消火作業の際、消防ポンプの水の勢いが弱いのでホース先端に巻き付いた）
- スコップ（アニメ第3作71話で妖花の親株の根元を掘る際、ねずみ男に使われた）

反面、その布状の体質ならではの「虜囚の辱め」を受けた事なども多い。
- 「妖怪獣」で八百八狸に囚われた際は、団三郎狸の褌（アニメ第1作ではマフラー）にされた。この後、団三郎の首を絞める形で逆襲している。
- 「妖怪大裁判」では百々爺の鼻毛針で磔にされた（第6作42話では、これが鬼太郎の無実を証明する証拠品の一つになった）。
- 「妖怪反物」では中国妖怪に囚われ、捩られて紐にされた（他の囚われた日本妖怪はチーの秘薬で妖怪反物にされたが、彼はアニメ第3作にて猫娘や当人曰く「元から反物」であるため）。
- 「鬼太郎の世界お化け旅行」編第4話ではドラキュラ親分の部下達に捕まり、全身の縁を板に釘付けされる拷問を受ける。そのまま双頭ミイラに仲間の居場所への案内をさせられるが、強引に釘から抜け鬼太郎と共にミイラに立ち向かった。
- アニメ第3作劇場版「妖怪大戦争」ではドラキュラに一部を破り取られ、テーブルクロス代わりにされた。
- アニメ第3作劇場版『最強妖怪軍団!日本上陸!!』とアニメ第3作106話では、ユメコとねずみ男の裸を隠すバスタオル代わりにされる（前者では妖怪反物の浴衣を脱いだユメコに自ら率先して、後者では全身が豆腐カビだらけになっていたねずみ男との取っ組み合いの最中にカビを消された為に成り行きで）。
- アニメ第3作74話では竹人間にされた子泣き爺に襲われた結果、竹ひごの編み物のような姿になってしまい「（こうなるのが）みっともないから、やめて欲しかった」とぼやいている。
- アニメ第4作3話では夜叉に魂を食われ死亡したねずみ男の顔を隠す打ち覆いにされる（ねずみ男は魂が戻り生き返った）。
- アニメ第5作71話では南方妖怪に囚われ、ポの腰巻にされる。
- アニメ第6作17話では子泣き爺の褌にされたことに怒って飛び去ってしまった。続けて曰く「どうせならおなごの水着になりたかばい」（この時、猫娘とまなは水着ではなく普段着で海岸に来ていた）。

隙間移動
薄い体を活かして、狭い隙間から出入りしたり閉所に収まったり（カバンの中など）することが可能。原作「妖怪獣」ではねずみ男の服の内側にサラシのように潜伏して刑部狸を奇襲し、第6作38話では引き戸の隙間から部屋に侵入してねずみ男を詰問している。
目隠し
第3作劇場版第1弾で蛟龍、第49話で陰摩羅鬼、「国盗り物語」で毒娘の車に対して使用。鬼太郎に攻撃のチャンスを与えた。第5作13話では大百足に使用して鬼太郎を庇った。第6作最終話では妖対法の特殊部隊の乗るヘリコプターに張り付いて妨害。
旋風
空中で回転して旋風を起こす。アニメ第5作71話「南方妖怪日本上陸」で使用の他、第33話「大逆襲！日本妖怪」でも砂かけ婆との合わせ技で砂塵を巻き込んだ暴風を起こしている。
足払い
体を伸ばし、相手の足を引っかけて転倒させる。第6作50話では鵺（ムジナが化けていた）の足を引っかけて、鬼太郎に攻撃のチャンスを与えた。
パチンコ
体を木と木に巻き付けて、中央に物や人を置いて引っ張り射出する。第6作第3話で、子泣き爺をかまいたちに向けて投擲するために使用した。
コットン・スプラッシュ
第6作88話で使用。水を含んだ状態で空中回転し水飛沫を飛ばす。苦手な火の妖怪である古籠火との戦いで、逆に敵の苦手な水を浴びせ逆転勝ち。

## アニメにおける変遷
飛行手段として総じて出番は割合多めだが、登場しても台詞がない回も少なくない。
第1期
出番は5回と少なく、第10話・第22話で喋った他は極めて無口だった。
第2期
飛行手段として出番は急増したものの、それでも15回と少なく、無口なのも相変わらず。また、本作から目が青くなった（第14話では黒目の部分が白く描かれていることもあった）。
第3期
鬼太郎を背に乗せて現場へ赴く他、鬼太郎や目玉おやじの要請で他の妖怪を背に乗せて連れて来る事も多くなった。無口だった過去作品とは打って変わって、九州弁を話す饒舌かつひょうきんなキャラクターとなる。特にねずみ男とは漫才のような掛け合いになる事がある。枕返しが見せた悪夢では巨大ハサミに追い回されている。天童ユメコに対して少々デレデレした口調で話すなど、この時期から（第6作で設定に明記される）女好きな面が表れる。「世界妖怪ラリー」では「恋人を紹介してもらう」条件でねずみ男の中継ヘリ役を引き受けており、その際の想像図からするとどこかに「女性の一反木綿」も存在するらしい。劇場版『最強妖怪軍団!日本上陸!!』では自分が反物であることをすっかり忘れて「グズグズしてたら敵に反物に変えられるとよ」とボケ発言をしており、ネコ娘から「あんた元から反物じゃないの」とツッコミを言われた。目の色は青。
第4期
鬼太郎を背に乗せて現場に赴く描写は相変わらずだが、砂かけ婆や子泣き爺を含む多人数の妖怪が乗ったり、現場が遠方だったりすると「定員オーバーだ」「妖怪使いが荒すぎる」と不平を言う事もある。「～でごわす」「わかりもした」が口癖。よくねずみ男を締め上げで懲らしめる。ハエが嫌い。自ら体を切って窮地を脱することもあった。登場人物が冷汗をかいた際に、一反木綿の尻尾をハンカチと勘違いしてそれで汗を拭ったりする描写もあった。（第6作で設定に明記される）美女好きな面は本作でも見せており、吸血鬼ピーとの対決の時は、人間の振りをして鬼太郎に近付いたモンローを目前に「俄然やる気が出てきた」と発言し、目玉おやじに「ねずみ男に似てきた」とたしなめられる一幕も。一番会いたいと思っている者は絣の着物。101話で一刻堂に封じられた時は一反の布きれに変えられた。体が長くスマートになり、表面の微妙なしわなどが描き込まれた造形。目の色は水色。
第5期
体の手入れは手洗いと自然乾燥、尾の先の回転などにこだわりを持つ性格になる。本の読み聞かせが上手く、98話で文車妖妃に懐かれる。水に濡れると重くなり動きが鈍るという弱点が加わり、雨天の出動には傘や専用のレインコートを使用。古都の風情を好み、ネコ娘の荷物に紛れてバスツアーに付いて行った事がある。妖怪に狙われた子供を叱ったり励ましたりする事もあり、彼自身も「わしな、子供好きなんよ」と言っている。73話で妖怪四十七士の鹿児島県代表に覚醒した。74話で辻神と間違えられて天狗ポリスに誤認逮捕された。目の色は赤。
第6期
「コットン（cotton、木綿を指す英語）」を「合点承知」と掛けた「コットン承知」と「オーマイゴッド（Oh my god）」と掛けて落ち込んだ時に言う「オーマイコットン」が口癖（演じる山口勝平のアドリブ）。第3作以降時折見られた女の子が大好きという性格が前面に出るようになり、すぐ口説きに行くという設定が加えられた。砂かけ婆から「色ボケふんどし」と何度か罵られる（犬山まなとの初対面時に握手を求めしきりに手をさすった2話、仲間や人々がいやみの術で色ボケになり自身は無事なのに便乗し女の子を口説いて回った72話、記憶を失くしたまなを心配し見守るつもりが覗きと見なされた最終話）。4話で裕太が森に来た時も、女の子でなくて残念がっていた。第17話ではホタテガイの殻で猫娘の水着を作ると言うなどセクハラじみた面も（当のねこ娘は最初は身を御馳走してくれるのかと喜んでいたが、子泣き爺から本当の目的を聞かされると化け猫顔で「ぶっ飛ばす!」と怒った）。また、恋愛に関して敏感な面もあり、まなが最後まで小次郎の想いに気づかなかった時はアニエスと共にその鈍感さを呆れていた。37話ではアニエスとアデルが日本を去ろうとすると「可愛かオナゴがいなくなる」と寂しがり、砂かけ婆から「隣に美少女がおる」と論され、「梅干し婆」と呟いていた。ただし、いざという時は真面目であり、24話でねずみ男に結婚詐欺を働き酷い目に遭わせた石妖には、美女であることから子泣き爺が戦闘時も色ボケしていたのとは対照的に、そうした態度は一切取らず「ねずみ男の純情ば弄んでから」と強い怒りを露わにしていた。88話ではねずみ男の入れ知恵で出会い系シェアハウス「ビビビハウス」に登録、妖怪好きの女性まーちゃん（声 - 渕上舞）に惚れ、告白までアプローチを進めたが、実は彼女は最初からかわうそ推しだった（理由は毛深い男が好きだから）ので、本人は単なる恋を応援してくれる友達に過ぎず、結局恋は叶わずに終わった。しかし、すぐに立ち直り別の女の子たちにアプローチするなどまるで懲りていなかった。94話では旅行で行った温泉で女湯を覗いていたが、そこにいたのは砂かけ婆だけだった（ねこ娘とまなは既に上がっていた）ので「この世のものとは思えんものを見てしもた」とショックを受けていた。目の色は青。

## 他作品におけるキャラクター
ドラマ「ゲゲゲの女房」では、ヒロイン・村井布美枝のイメージで夫・茂が描いた（鬼太郎作品の一反木綿は男性だが）キャラクターの額縁が自宅に飾られ、布美枝のセリフに対し表情を変化させている。『映画 妖怪ウォッチ シャドウサイド 鬼王の復活』に登場した際は台詞はないが、鬼太郎たちを乗せて飛ぶなど活躍していた。

## 演者
各種媒体にて一反木綿を演じたのは以下の通り。
- 声優
  - 杉浦宏策 -（第1期：第10話）
  - 富田耕吉 -（第1期：第22話）
  - 山田俊司 -（第2期：第14話）
  - 八奈見乗児 -（第3期、第5期）
  - 龍田直樹 -（第4期）
  - 山口勝平 -（第6期、2025年版舞台『ゲゲゲの鬼太郎』）
  - 緒方賢一 -（ゲーム『ゲゲゲの鬼太郎 異聞妖怪奇譚』）
  - 増岡弘 -（TVドラマ『月曜ドラマランド ゲゲゲの鬼太郎』）
  - 西尾徳 -（ビデオ映画『妖怪奇伝ゲゲゲの鬼太郎 魔笛エロイムエッサイム』）
  - 柳沢慎吾 -（実写映画『ゲゲゲの鬼太郎』シリーズ）